# 송시열상
송시열상(宋時烈像)은 서울특별시 종로구 서울역사박물관에 있는 조선시대의 초상화이다. 2003년 9월 5일 서울특별시의 유형문화재 제169호로 지정되었다.

## 개요
이 초상화는 복건(幅巾)에 학창의(鶴氅衣, 백색 천으로 만들고 옷 가장자리에 검정비단으로 선을 두른 선비들의 웃옷)를 착용하고 공수(拱手) 자세를 취한 송시열의 좌안칠분면(左顔七分面) 반신상이다.
우암 송시열(尤庵 宋時烈, 1607년～1689년)은 조선 중기의 대표적 문인으로서 정치적으로 기복이 심한 삶을 영위하였지만 한편으로는 일생을 주자학 연구에 몰두했던 거유(巨儒)로서 기호학파(畿湖學派)의 주류를 이루면서 뛰어난 학식으로 많은 학자들을 길러낸 인물이다. 따라서 사후 그를 추모하여 받드는 수많은 사우(祠宇)가 다수 건립되었는데 그중 위판(位板, 위패라고도 함)이 아니라 영정을 봉안했던 영당(影堂) 및 사당(서원 부속)만 해도 적지 않은 수에 이른다. 서울역사박물관에 소장된 송시열상 역시 이러한 영당이나 사당에 봉안되었던 초상화 중 하나로 추정된다.
이 작품은 국립중앙박물관 소장의 국보 제239호 《송시열상》(宋時烈像)을 보고 베껴 그린 이모본(移摸本) 가운데 비교적 우수한 편에 속하는 이 그림은 안면 처리에 있어서는 안색을 짙은 살색으로 칠하고 안모(顔貌)의 울퉁불퉁한 외곽과 이목구비를 규정하였으며 윗 눈꺼풀은 가는 묵선으로 처리하고 어두(魚頭)와 어미(魚尾) 부분 안쪽으로 붉은 기운을 약간 집어넣어 노인의 충혈된 눈을 묘사하였다. 얼굴의 주름살을 선묘(線描) 위주로 처리하고 법령과 볼 부위의 주름진 곳에는 회색 선염(渲染, 색칠할 때에 한쪽을 진하게 하고 다른 쪽으로 갈수록 차차 엷게 칠하는 일)을 짙게 넣었으며 귀의 굴곡진 부분에도 선염기를 삽입하였다. 의복의 외곽선과 의습(衣褶)처리에서는 선염기 없이 선으로 그은 다음 외곽선과 주름선을 따라 희게 하이라이트를 주어 입체적인 느낌을 부여하고자 하였다.
이 작품은 전체적인 형식에 있어서 현재 국립중앙박물관 소장의 국보 제239호 송시열상과 형태와 규격이 같으나 전체적인 기법에서는 국립중앙박물관本보다 거칠게 처리되었고 제작시기도 조선조 후기에서 말기 사이로 내려오지만 조선 후기에서 말기로 내려오는 시기의 기법적 변화를 볼 수 있는 자료로도 일정한 가치를 지닌다.
또한 송시열이라는 인물이 지니는 인물사적 자료로서의 가치와 조선조 유학자의 풍도가 잘 드러나 있는 작품이다. 복건 부분에 박락이 상당부분 보이지만 얼굴 부분과 의복 부분은 상태가 양호한 편이다.

## 같이 보기
- 송시열 초상 (국보 제239호)

## 참고 자료
- 송시열상 - 국가유산청 국가유산포털